# بخش دورازنو
بخش دورازنو (به لاتین: Durazno Department) یکی از بخش‌های اروگوئه است. بخش دورازنو ۵۷٬۰۸۸ نفر جمعیت دارد.